# Bryocyclops parvulus
Bryocyclops parvulus – gatunek widłonoga z rodziny Cyclopidae. Nazwa naukowa gatunku została po raz pierwszy opublikowana w 1928 roku przez niemieckiego zoologa Friedricha Kiefera. 